# Shahrestān di Eyvan
Lo shahrestān di Eyvan (farsi شهرستان ایوان) è uno dei 9 shahrestān della provincia di Ilam, il capoluogo è Eyvan. Lo shahrestān è suddiviso in 2 circoscrizioni (bakhsh): 
- Centrale (بخش مرکزی)
- Zarneh (بخش زرنه), con la città di Zarneh.